# Deraeocoris punctulatus
Deraeocoris punctulatus – gatunek pluskwiaka z podrzędu różnoskrzydłych, rodziny tasznikowatych (Miridae), rodzaju błyszczek (Deraeocoris) i podrodzaju Camptobrochis Fieber.

## Budowa ciała
Owad ma ciało długości od 3,8 do 4,5 o zmiennym ubarwieniu: od jasnego przez odcienie brązu do prawie czarnego. Głowa zawsze ciemna i stosunkowo krótka. Przedplecze posiada wyraźną punktację.

## Biologia
Pluskwiak ten jest drapieżnikiem polującym na drobne owady. Preferuje ciepłe stanowiska, gdzie przebywa zwykle na ziemi. Spotykany często w zbiorowiskach roślinności ruderalnej. Zimuje jako imagines, których nowe pokolenie pojawia się w lipcu.

## Występowanie
Występuje w prawie całej Europie i Azji, a zawleczony został także do Kanady i Alaski. Pospolity w całej Polsce.